# 95959 Ковадонґа
95959 Ковадонґа (95959 Covadonga) — астероїд головного поясу, відкритий 28 вересня 2003 року.
Тіссеранів параметр щодо Юпітера — 3,215.